# لورل هستر
لورل ان هستر (انگلیسی: Laurel Anne Hester؛ ۱۵ اوت ۱۹۵۶ – ۱۸ فوریهٔ ۲۰۰۶) ستوان پلیس دفتر دادستانی شهرستان اوشن، نیوجرسی بود که در بستر مرگ درخواست تمدید مزایای بازنشستگی‌اش و انتقال آن به شریک خانگی‌اش را داشت. فعالیت او در فیلم کوتاه ملک طلق (۲۰۰۷) نمایش داده شد که برنده جایزه اسکار بهترین فیلم مستند کوتاه گردید؛ در سال ۲۰۱۵ فیلم بلندی به همین نام اکران شد که در آن هستر به‌دست جولین مور به تصویر کشیده شد.